# 莫斯克斯
若望·莫斯克斯（Joannes Moschus，540年或550年於大馬士革—620年於羅馬），被聖佛提烏称为莫斯克斯之子，又名 （Everatas 或 Eviratus），拜占廷时叙利亚的修士及克修作家。

## 生平
莫斯克斯大约于550年生于大馬士革。他曾在耶路撒冷圣狄奥多修修道院（St. Theodosius，今 Deir Dosi）及约旦河谷隐修。其后又进入伯利恒东南的聖撒巴修院（New Laura）。
578年，他与索福勞尼（Sophronius，后任耶路撒冷牧首）前去埃及直到埃及西部沙漠的哈里杰绿洲（El-Kharga'，‎）。583年后，他来到西奈山，在 Aeliotae 修院（τῶν Αἰλιωτῶν）度过十年。他又访问了耶路撒冷与死海附近的一些修院。604年，他前往安提阿，607年返回埃及。后往居比路，于614至615年间去罗马，并于619年在那里逝世。
临终时，莫斯克斯嘱咐索福勞尼，如有可能将他葬在西奈山上或耶路撒冷的圣狄奥多修修院。其时西奈山被阿拉伯人占领，索福勞尼遂将他葬在圣狄奥多修修院。

## 著作
他最早的圣徒传记作者之一，著有 Pratum spirituale，其中记叙了游历时所遇到的隐修士，并记录了他们向他讲述的劝谕故事。尽管此书缺乏分析辨别，充满了神迹异像，但留下了关于东方修道者的信仰实践、宗教崇拜等方面的清除记录，也使后人得以了解当时东方教会受到异端的侵扰。
此书最早由法国耶稣会士弗龙东编辑，收入 Auctarium Graeco-latinum bibliothecae veterum patrum, II (Paris, 1624), 1057-1159；更佳的版本见于教父学者郭德里所编辑的 Ecclesiae Graecae Monumenta, II (Paris, 1681)，此版本收入J.-P. Migne, Patrologia Graeca, LXXXVII, III, 2851-3112；拉丁文译本由嘉玛道理会士盎博罗削译出，收入 Migne, Patrologia Latina, LXXIV, 121-240。
莫斯克斯与索福勞尼协作著有John the Merciful传记，今仅存片断，见于韻文翻譯者西門的“Vita S. Joanni Eleemosynarii” 第一章(P.G., CXIV, 895-966)。